# Slaget vid Fladestrand
Slaget vid Fladestrand var ett sjöslag mellan svenska och danska flottstyrkor den 11 april 1712 under det stora nordiska kriget. Slaget slutade oavgjort men resultatet var en taktisk framgång för danskarna då den resulterade i att en dansk konvoj skyddades från den svenska örlogsflottan.
Bakgrunden till slaget var den svenska dominansen på Skagerack och Kattegatt som allvarligt hotade förbindelserna mellan Danmark och det danskstyrda Norge efter Danmarks återinträde i alliansen mot Sverige i det stora nordiska kriget 1709. Den svenska flottan kapade många danska och norska handelsskepp som fördes till svenska västkusten. 
I samband med att en större dansk konvoj skulle föras genom vattnen samlades en dansk eskader som skydd mot de svenska örlogsfartygen. 

## Deltagande skepp

### Sverige
Fredrika 52 kanoner

Kalmar 46

Stettin 46

Elfsborg 42

Warberg 42/52

Charlotte 38

Stenbock 36

### Danmark
Fyen 52

Raae 30

Soridder 28

Leopard 24

Loss 24

## Slagets förlopp
Båda sidorna ankrade sina fartyg på linje och inledde beskjutning med skeppsartilleri. Efter flera timmars artilleribeskjutning drog sig svenskarna tillbaka utan att ha åstadkommit något resultat varvid den danska konvojen kunde passera säkert. 